# Euploea anthracina
Euploea anthracina är en fjärilsart som beskrevs av Butler 1886. Euploea anthracina ingår i släktet Euploea och familjen praktfjärilar. Inga underarter finns listade i Catalogue of Life.